# Poslovna zgradba BMW
Poslovna zgradba BMW je glavni sedež podjetja BMW. Nahaja se v severnem delu Münchna, v predelu Milbertshofen, ob ulici Petuelring.

## Gradnja
BMW poslovno zgradbo, imenovano tudi BMW-štiricilinder ali BMW-stolp, nem. BMW-Vierzylinder ali BMW-Turm, so začeli graditi l.1968 in jo končali l.1972 tik pred začetkom XX. poletnih olimpijskih iger v Münchenu. Uradna otvoritev zgradbe je potekala 18. maja 1973. Poslovna zgradba je od l.1999 spomeniško zaščitena in velja za enega od simbolov mesta München.

## Zasnova
Zgradbo je zasnoval dunajski arhitekt prof. Karl Schwanzer, ki je načrtoval tudi BMW muzej. Objekt je sestavljen iz štirih sosednjih vertikalnih valjev. Vsak valj pa je razporejen navpično z odmikom od glavne stene v sredini, ki sestavlja jedro zgradbe. Sama struktura zgradbe je izjemna, saj se valji ne dotikajo tal, ampak dejansko visijo nad tlemi in so spojeni s posebnimi konzolnimi rokami, ki na vrhu "štrlijo" iz zgradbe. V sredinskem jedru zgradbe so nameščena stopnišča in dvigala, v zastekljenih "valjih" so pa poslovni prostori. Zgradba ima 22 nadstropij višine 99,5 m in 56,3 m v premeru in je peta najvišja zgradba v Münchnu z 72000 m² površine in približno 1500 zaposlenimi.